# Дронино (метеорит)
Дронино — крупный метеоритный дождь, найденный в апреле 2003 года в Касимовском районе Рязанской области.
В результате нескольких экспедиций Лаборатории метеоритики ГЕОХИ РАН, а также ряда частных поисковиков в районе находки было найдено более 550 фрагментов атаксита общим весом около 2800 кг.
Максимальный фрагмент — 250 кг.